# Temnora nitida
Temnora nitida är en fjärilsart som beskrevs av Jordan 1920. Temnora nitida ingår i släktet Temnora och familjen svärmare. Inga underarter finns listade i Catalogue of Life.